# Elezioni parlamentari in Bulgaria del 1991
Le elezioni parlamentari in Bulgaria del 1991 si tennero il 13 ottobre per il rinnovo dell'Assemblea nazionale. In seguito all'esito elettorale, Filip Dimitrov, espressione dell'Unione delle Forze Democratiche, divenne Primo ministro; nel 1992 fu sostituito da Lyuben Berov.

## Risultati
| Liste                                            | Voti      | %     | Seggi |
| ------------------------------------------------ | --------- | ----- | ----- |
| Unione delle Forze Democratiche                  | 1 903 567 | 34,36 | 110   |
| Unione Pre-Elettorale (BSP)                      | 1 836 050 | 33,14 | 106   |
| Movimento per i Diritti e le Libertà             | 418 168   | 7,55  | 24    |
| Unione Nazionale Agraria Bulgara                 | 214 052   | 3,86  | –     |
| Unione Nazionale Agraria Bulgara "Nikola Petkov" | 190 454   | 3,44  | –     |
| Unione delle Forze Democratiche - Centro         | 177 295   | 3,20  | –     |
| Unione delle Forze Democratiche - Liberali       | 155 902   | 2,81  | –     |
| Federazione Regno di Bulgaria                    | 100 883   | 1,82  | –     |
| Blocco dell'Impresa Bulgara                      | 73 379    | 1,32  | –     |
| Partito Radicale Nazionale Bulgaro               | 62 462    | 1,13  | –     |
| Altri <1,00%                                     | 408 631   | 7,37  | –     |
| Totale                                           | 5 540 843 | 100   | 240   |

- Secondo i risultati ufficiali, i voti validi sono in totale 5.540.837.